# ジュセッペ・ベランカ

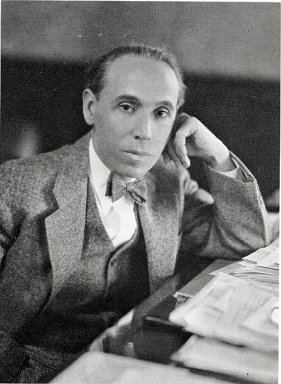
Giuseppe Mario Bellanca (1886-1960)

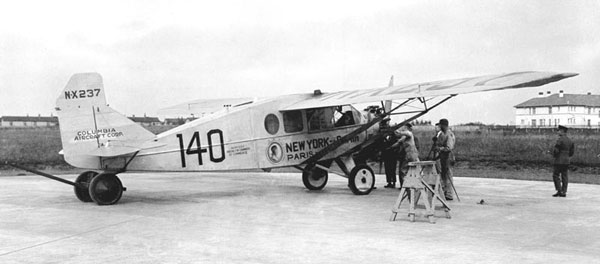
ベランカ WB-2 「コロンビア」号 （1927年）

ジュセッペ・ベランカ（Giuseppe Bellanca、1886年3月19日 - 1960年12月26日）はイタリア生まれで、アメリカ合衆国に移住した航空エンジニアである。ベランカの設計した航空機には、無着陸大西洋横断飛行を行った、コロンビア号や、太平洋無着陸飛行を行った、ミス・ビードル号などがある。
シシリー島に生まれた。ミラノ工科大学を卒業した。1909年に最初に飛行機を製作し、最初に飛行したイタリア製の飛行機となった。1911年にアメリカ合衆国に移民した。1925年にライト飛行機に雇われ、ホワールウィンドエンジンを搭載するライト・ベランカ WB-1、WB-2を設計したが、ライト飛行機がWB-2の量産を行わないことを決めたため、チャールズ・レヴァイと、コロンビア飛行機を設立した。1927年にはベランカ飛行機会社（Bellanca Aircraft Company）を設立した。1927年には雑誌タイムの表紙にを飾った。1960年にニューヨークで没した。

## 年表
- 1886年 - シシリー島で生まれた。
- 1909年 - 最初の飛行機を製作した。12月8日に飛行に成功し、イタリアで設計し、製作された最初の航空機の飛行となった。
- 1911年 - アメリカ合衆国に移民し、ニューヨークに住んだ。
- 1912年 - パラソル機を製作し、飛行練習を行った。飛行教習を始め、飛行を教えた人物にはニューヨーク市長となったフィオーレロ・ラグヮディアがいる。
- 1917年 - 鉄工所の技術コンサルタントとして雇われ、一方で複葉機ベランカ CD（英語版）とCE（英語版）を設計、製作した。
- 1921年 - ネブラスカ州のオマハに移住し、ヴィクター・ルースとルース・ベランカ飛行機（Roos-Bellanca Aircraft Company）を設立し ベランカ CF（英語版）を製作した。
- 1922年 - ドロシー・ブラウンと結婚した。
- 1923年 - ニューヨークに戻り、DH-4 郵便機の主翼の改造を行った。
- 1925年 - ライト飛行機（Wright Aeronautical Corporation）に雇われ、ホワールウィンドエンジンを搭載するライト・ベランカ WB-1を設計した。
- 1926年 - WB-2が初飛行した。
- 1927年 - WB-2の量産をライト飛行機が行わないことを決めたためにチャールズ・レヴァイと、コロンビア飛行機（Columbia Aircraft Corp）を設立した。
- 1927年 - 大西洋横断飛行に挑戦するコロンビア号が製作された。コロンビア号は6月4日クラレンス・チェンバレンの操縦でチャールズ・レヴァインを乗せてドイツのアイスレーベンまで飛行した。
- 1927年 - ベランカ飛行機（Bellanca Aircraft Corporation）を設立した。
- 1941年 - ヒギンス工業の航空部門のヘッドになり、輸送機の設計を行った。